# Подздруй
Подздруй (пол. Podzdrój) — село в Польщі, у гміні Доманиці Седлецького повіту Мазовецького воєводства.
Населення — 55 осіб (2011).
У 1975-1998 роках село належало до Седлецького воєводства.

## Демографія
Демографічна структура станом на 31 березня 2011 року:
|          | Загалом | Допрацездатний вік | Працездатний вік | Постпрацездатний вік |
| -------- | ------- | ------------------ | ---------------- | -------------------- |
| Чоловіки | 28      | 6                  | 17               | 5                    |
| Жінки    | 27      | 3                  | 13               | 11                   |
| Разом    | 55      | 9                  | 30               | 16                   |